# 湊川駅
湊川駅（みなとがわえき）は、兵庫県神戸市兵庫区荒田町一丁目にある、神戸電鉄の駅。駅番号はKB02。標高は0 mで、同社の駅の中では最も低い。

## 概要
有馬線と神戸高速線が乗り入れており、有馬線は当駅が起点、神戸高速線は当駅が終点であるが、両路線は一体的な運行形態となっており、当駅での折り返し列車が設定されていないことから、実質的には途中駅と変わらない。なお神戸高速線については、神戸電鉄は線路を保有しない第二種鉄道事業者となっており、線路を保有している第三種鉄道事業者は神戸高速鉄道である。
元々は神戸市内における神戸電鉄のターミナルであったが、1968年の神戸高速線開業と共にその役割は新開地駅に移った。神戸高速線開業から2010年9月30日までは神戸電鉄と神戸高速鉄道の共同使用駅であったが、翌10月1日より神戸電鉄の単独駅となった。

### 乗り換え路線
連絡通路を経由して以下の路線へ乗り換えることが可能である。
- 神戸市営地下鉄
  - 西神・山手線 - 湊川公園駅[4]

## 歴史
- 1928年（昭和3年）11月28日：営業開始[1][3]。
- 1968年（昭和43年）
  - 4月6日：現在地に移転[3]。この日だけ神戸高速鉄道南北線内は回送とし、湊川駅発着として運転された。
  - 4月7日：神戸高速鉄道南北線が開業し、直通運転を開始[1][3]。
- 1995年（平成7年）
  - 1月17日：阪神・淡路大震災で被災し、不通に[5]。
  - 6月22日：営業再開[5]。
- 2005年（平成17年）：バリアフリー工事を行い、エレベーターを設置。
- 2010年（平成22年）10月1日：神戸高速鉄道南北線の運営形態を同社から神戸電鉄へ移管し、神戸電鉄神戸高速線として運営開始、同時に神戸電鉄・神戸高速鉄道の共同使用駅扱いを神戸電鉄の単独駅扱いに変更。
- 2014年（平成26年）4月1日：駅ナンバリング導入。

## 駅構造
駅舎前の道路の地下1階にコンコースと改札があり、地下2階にホームがある地下駅である。
ホームは島式1面2線で、有効長は6両分あったが、一番鈴蘭台寄りのトイレが撤去され、その手前にエレベーターが設置されたことで、現在は5両編成分となった。ただし、現在の停車列車は4両編成以下である。新開地寄りのホーム端に神戸電鉄と神戸高速鉄道の境界がある。トイレは男女別の水洗式。以前はホーム上の鈴蘭台寄りに設けられていたが、前述の通り現在はそこにエレベーターが設けられ、代わりに地下1階コンコースにバリアフリー対応トイレが設置された。

### のりば
| 乗り場 | 路線       | 方向 | 行先                     |
| ------ | ---------- | ---- | ------------------------ |
| 1      | 神戸高速線 | 上り | 新開地行                 |
| 2      | 有馬線     | 下り | 有馬温泉・三田・粟生方面 |

- かつては下りホームを真ん中で区切って、新開地寄りを粟生線列車用の2番線、鈴蘭台寄りを有馬線列車用の3番線としていた。現在の下りホームは2番線として一つののりばに統一されたが、その名残りから自動放送では「2番線」ではなく「下り線」と表現されている。

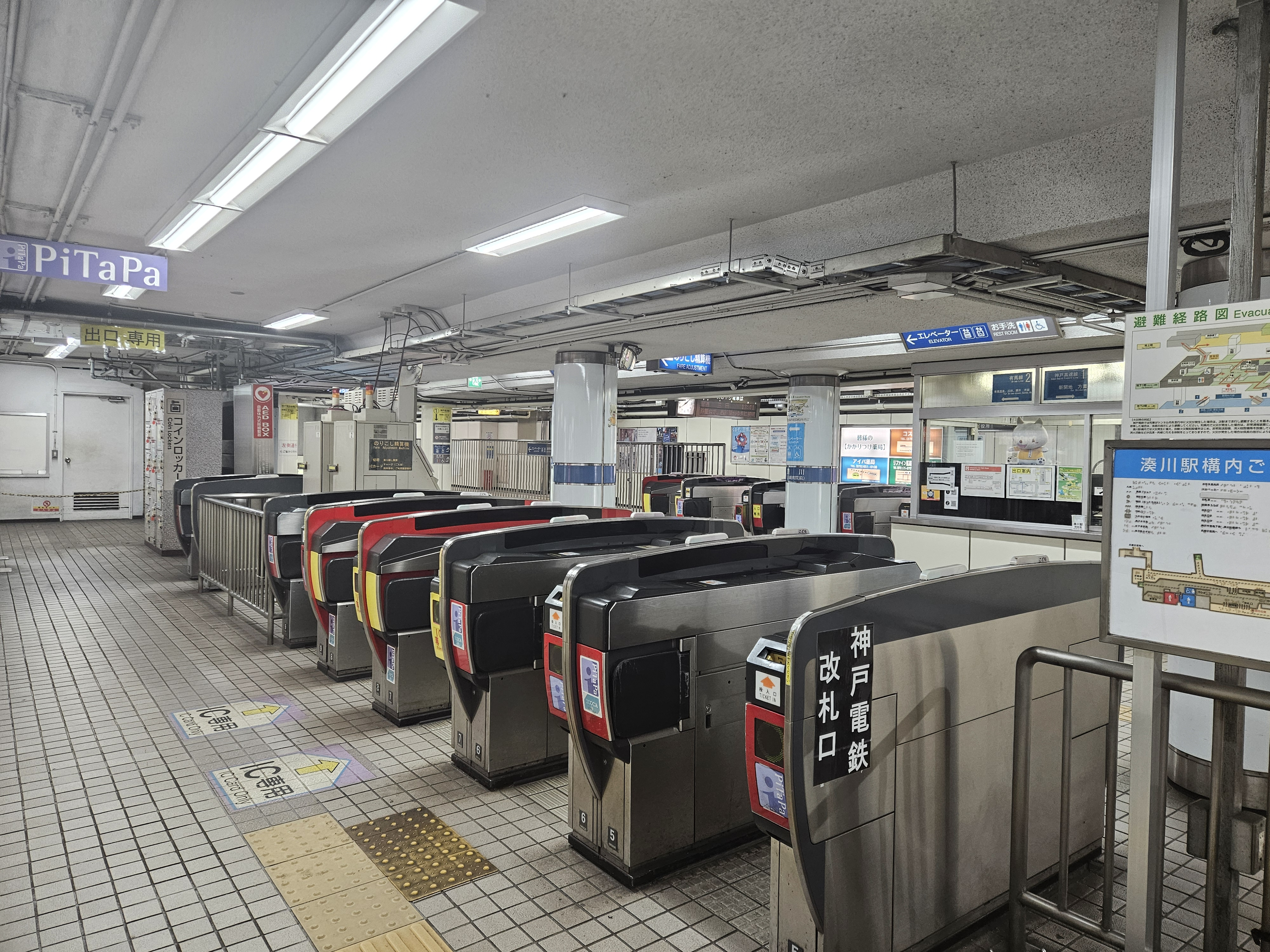
改札口（2025年2月）
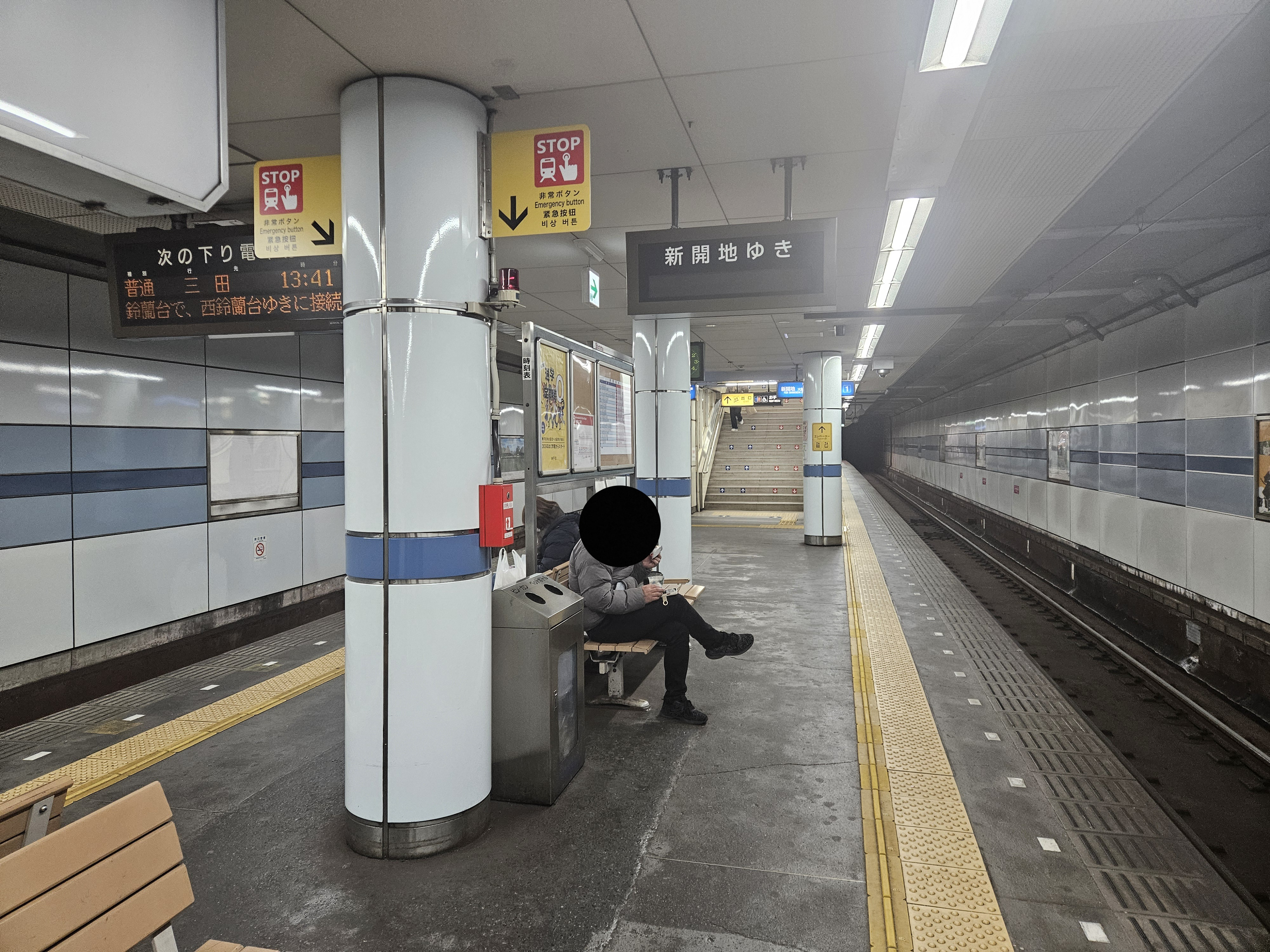
ホーム（2025年2月）
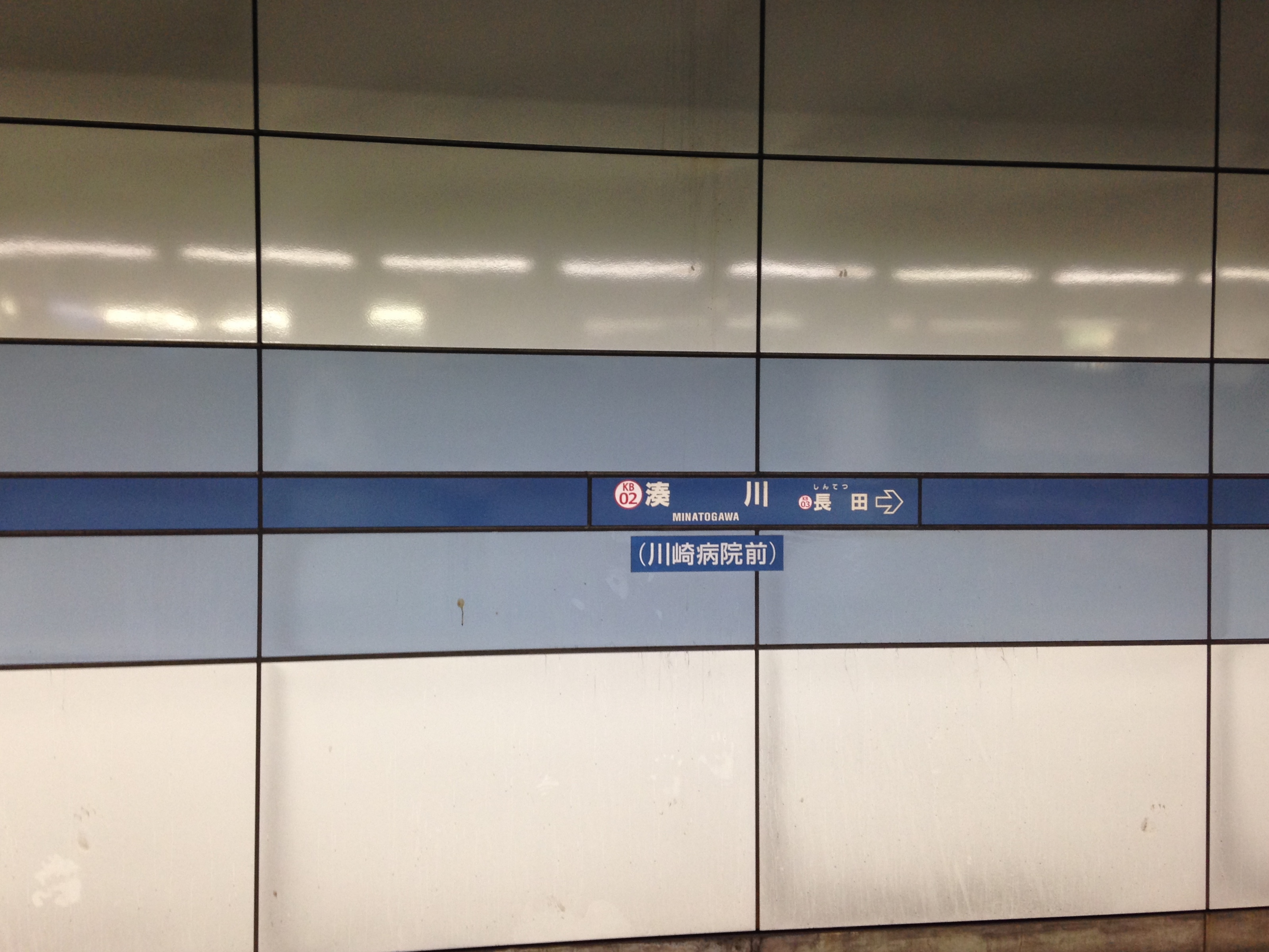
駅名標には「川崎病院前」の表示がある（2014年10月）

### 神戸高速鉄道開業以前の状況
神戸高速鉄道開業以前は現ホームの北東に当たる湊川公園の築堤の地下に設けられた、高さは周囲の地面と同じの半地下構造の駅で、改札口とホームは1階にあり、改札口は駅舎内の北東側にあって築堤の地下のホームに通じていた。また、駅舎の南西側の歩道に面した部分に出札窓口があった。ホームは櫛形3面2線で、有効長は2両。東側（駅舎から見て奥側）から1番線、2番線となり、両端のホームが降車ホーム、中央のホームが乗車ホームとなっていた。1番乗り場は有馬線・三田線用、2番乗り場は粟生線用と分けて使用していた。なお駅名標は「神戸湊川」（こうべみなとがわ）と表記され、方向幕や行先表示板では、湊川を「神戸」と表記していた。
ホーム突き当たりのわずかなスペースがそのまま西側にある改札口につながるコンコースとなっており、反対にホーム先端はトンネルの入口となり、そのまま北へ向けて湊川公園の築堤の地下をトンネルが通っていた。
神戸高速鉄道乗り入れの際に現在の路線に切り替えられ、同時に事務室などの駅機能も地下に移転し、旧ホーム及び旧線路跡のトンネルは地下飲食店街「神鉄横丁」及び兵庫区役所や湊川商店街方面の地下通路として活用されている。また、開業当時からの駅舎は現駅コンコースへの地上出入口やこの地下飲食店街・地下通路への入口として現在も利用されており、事務室などがあった所には旅行代理店などのテナントが入っている。

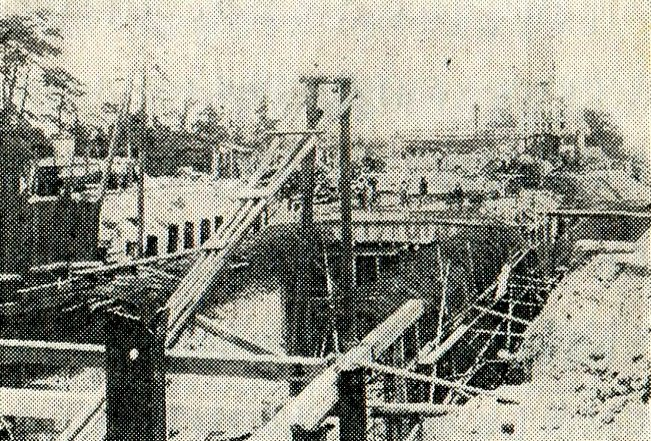
建設中の湊川駅
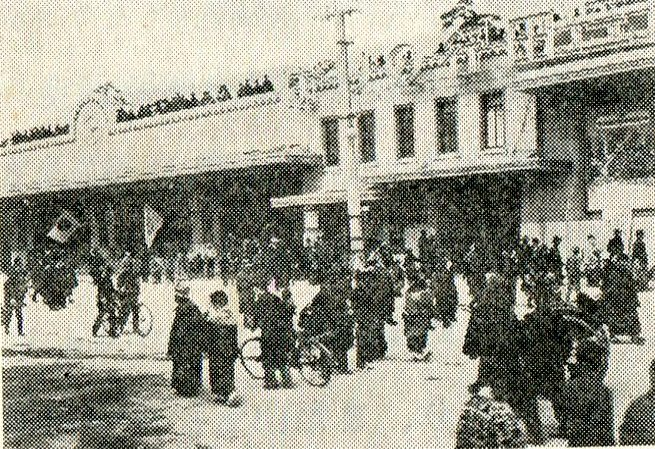
開業当時の湊川駅
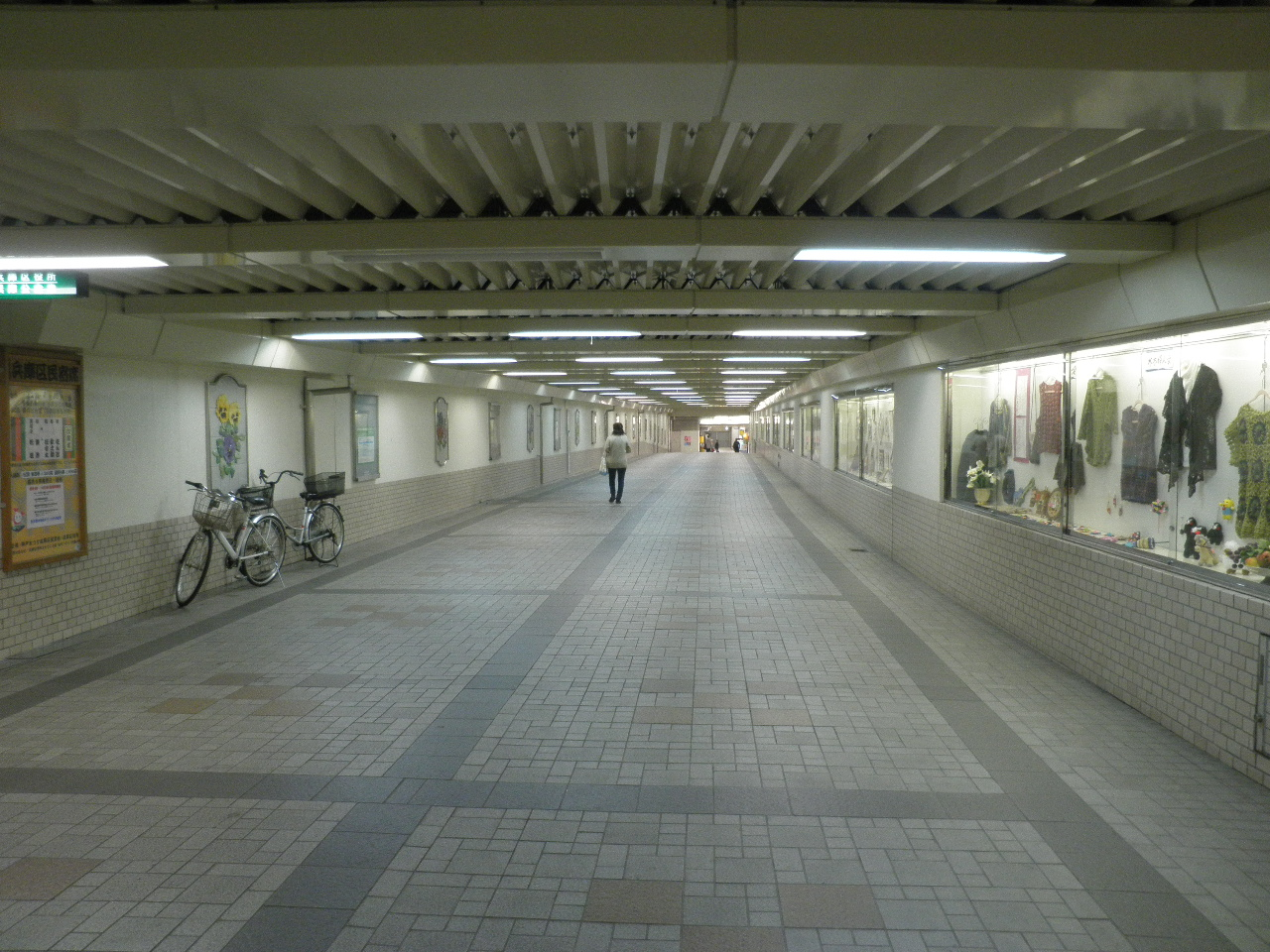
神鉄の旧線路跡の地下通路

## 利用状況
繁華街及び神戸市営地下鉄との乗換駅のため、利用者はそれなりに多い。神戸高速鉄道の利用者は横ばいなのに対し、神戸電鉄の利用者の減少の一途である。
近年の1日平均乗車人員は下表のとおりである。
| 年度               | 神戸電鉄 | 神戸高速鉄道 |
| ------------------ | -------- | ------------ |
| 2007年（平成19年） | 6,156    | 1,295        |
| 2008年（平成20年） | 6,058    | 1,148        |
| 2009年（平成21年） | 5,896    | 1,252        |
| 2010年（平成22年） | 5,811    | 1,186        |
| 2011年（平成23年） | 5,604    | 1,180        |
| 2012年（平成24年） | 5,504    | 1,107        |
| 2013年（平成25年） | 5,499    | 1,208        |
| 2014年（平成26年） | 5,195    | 1,047        |
| 2015年（平成27年） | 5,358    | 1,298        |
| 2016年（平成28年） | 5,162    | 1,304        |
| 2017年（平成29年） | 4,742    | 1,334        |
| 2018年（平成30年） | 4,490    | 1,208        |
| 2019年（令和元年） | 4,290    | 1,213        |
| 2020年（令和02年） | 3,162    | 1,060        |
| 2021年（令和03年） | 3,033    | 1,145        |
| 2022年（令和04年） | 2,964    | 1,181        |

## 駅周辺
- 兵庫区役所[4]
- 兵庫公会堂
- 兵庫県兵庫警察署[4]
- 神戸市消防局兵庫消防署[4]
- 荒田公園
- 湊川公園[4]
- 神戸市立会下山小学校
- 神戸市立湊川中学校・神戸市立楠高等学校[4]（校舎共有）
- 夙川中学校・高等学校（旧・神戸学院大学附属高等学校[4]校舎）
- 湊川商店街
- 人工衛星饅頭
- 三井住友銀行神戸東山出張所  - ※2020年11月2日より、湊川支店が兵庫支店（新開地駅の近く）内に移転しており、ATMのみの店舗となっている。
- タクシー乗り場

### バス路線
| 停留所名     | 運行事業者 | 路線名・系統・行先 |
| ------------ | ---------- | --- |
| 湊川公園西口 | 神戸市バス | - 03系統：長田・東尻池方面 / 中央市場前・和田岬方面 - 06系統：兵庫駅前 / 松原通5丁目 - 07系統：市民福祉交流センター前 / 神戸駅前 - 09系統：吉田町一丁目 / 神戸駅前 - 011系統：板宿 / 神戸駅前 - 040系統：大日丘住宅前 / 神戸駅前 - 065系統：ひよどり台 / 神戸駅前 |
| 湊川公園西口 | 阪急バス   | - 061系統：鈴蘭台 / 神戸駅南口 - 150系統：西鈴蘭台駅前 / 神戸駅前 - 151系統：神戸駅前 |
| 湊川公園西口 | 神姫バス   | (番号なし)：白川台・押部谷（栄） / 神戸駅南口 |
| 湊川公園東口 | 神姫バス   | - 山手線：三宮センター街東口 / 神戸駅北口 |

## 阪神・山陽の湊川乗り入れ構想
現在でこそ阪神電気鉄道・山陽電気鉄道・神戸電鉄は神戸高速線を介して連絡しているが、戦前には阪神・山陽の両社が共に独自に湊川への延伸を計画していたことがあった。
1930年代、神戸市内に乗り入れる各私鉄の神戸側ターミナルは各社ごとに異なる場所にあり、山陽は兵庫（1968年廃止）、阪神は滝道（1933年廃止）、阪急は上筒井（1940年廃止）、神鉄は湊川と全く異なっており、ターミナル同士の連絡は長い間神戸市電に頼る状態が続いていた。
そんな中、阪神は本線に並行する阪急神戸本線に対抗すべく、本線の高速別線として「第二阪神線」なるものを計画し、その延長として三宮 - 元町 - 湊川間の延伸を計画した。そのうち、湊川への延伸免許を1934年9月に取得し、暫定的に元町までの工事が進められた。それとはまた別に、山陽も明石 - 湊川間の別線を計画し、湊川で阪神と山陽が接続する計画となっていた。これが完成すれば、阪神・山陽・神鉄の3社が湊川で接続するはずであったが、阪神本線の元町延伸は1936年に完成したものの第二阪神線および阪神本線の湊川延伸は資材・資金面での問題があり実現せず（第二阪神線の一部は後に伝法線→西大阪線→阪神なんば線として開業）、山陽の別線も同じような理由で頓挫してしまった。なお、阪神・山陽の両社ともに戦後も湊川への延伸免許は保有し続けていた。
最終的には、阪神・山陽の両社とも湊川への延伸免許を失効させる代わりに神戸高速鉄道東西線に乗り入れることになり、当初の構想とは違う形で阪神・山陽・神鉄が接続することとなった。
阪神本線の湊川延伸計画の名残として、元町駅には湊川を起点とした距離2.4 kmのキロポストが設置されている。

## その他
- 2013年3月23日より全国交通系ICカードの相互利用を開始した時点では、PiTaPaとICOCA以外の相互利用カードは当駅を含め、神戸電鉄線では利用できなかった[8]が、2015年3月3日からは全国相互利用サービスに対応できるようになった[9][10]。

## 隣の駅
神戸電鉄
■神戸高速線・■有馬線
■特快速（新開地行のみ運転）・■急行
新開地駅 (KB01) - 湊川駅 (KB02) - 鈴蘭台駅 (KB06)
■準急・■普通
新開地駅 (KB01) - 湊川駅 (KB02) - 長田駅 (KB03)
南隣の新開地駅とは神戸電鉄で駅間距離が一番短い。